# Villa Chiericati
Villa Chiericati Porto Rigo è una villa veneta sita a Vancimuglio di Grumolo delle Abbadesse (Provincia di Vicenza). L'edificio principale venne costruito a partire da un progetto di Andrea Palladio dopo il 1550. Il cantiere si concluse nel 1584 sotto la direzione di Domenico Groppino.
È stata inserita nel 1996 nella lista dei patrimoni dell'umanità dell'UNESCO, assieme alle altre ville palladiane del Veneto.

## Progetto palladiano
La villa è stata considerata per molto tempo dagli studiosi come una tappa fondamentale nell'evoluzione del linguaggio dell'architetto Andrea Palladio, dove per la prima volta un vero e proprio pronao di tempio antico venne applicato al corpo di una villa, dando origine a un motivo che diventerò una soluzione classica nei progetti successivi (per esempio nel caso della Rotonda e della Malcontenta). Recenti ricerche hanno messo in dubbio tale paternità: l'edificio è senza dubbio derivante da un progetto palladiano, ma l'esecuzione  venne diretta dal capomastro e collaboratore palladiano Domenico Groppino, che ne alterò pesantemente alcuni particolari architettonici, soprattutto dopo il 1574 con la nuova proprietà della famiglia Porto.
Alcuni disegni e schizzi autografi conservati presso il RIBA di Londra documentano il possibile progetto originale palladiano per la villa. Nel disegno RIBA XVI/20 B recto, si coglie una prima soluzione per un pronao con colonne anche sui fianchi, mentre nel RIBA XVI/20 A recto è presente una planimetria che più comunemente viene attribuita a Villa Chiericati, dove spiccano il salone centrale biabsidato e il pronao a quattro colonne sulla facciata con muri laterali forati da archi, garanzia di irrigidimento della struttura, secondo l'esempio antico del portico di Ottavia a Roma. Infine nel disegno XVII/12 verso sono presenti alcuni schizzi riconducibili alla villa di Vancimuglio, tra cui una planimentria e un disegno in pianta per un pronao a quattro colonne.

## Storia del complesso
Il committente della villa è Giovanni Chiericati, fratello di Girolamo, per il quale negli stessi anni Palladio stava realizzando il palazzo all'Isola di Vicenza. Con buona probabilità il progetto per la villa fu pressoché contestuale a quello per palazzo Chiericati, e quindi da far risalire ai primi anni cinquanta, anche se da un estimo del 1554, il cantiere non risultava ancora aperto. Nel 1557, il testamento del committente fa trasparire come la villa fosse largamente incompiuta, tanto che in un altro estimo del 1564 risultava non ancora coperta dal tetto, priva di solai e finestre, e non abitata.
Il complesso venne acquistato da Ludovico Porto nel 1574, ma la villa venne ultimata dalla moglie di quest'ultimo, Massimilla Porto, solo nel 1584, quattro anni dopo la morte dell'architetto. In questa ultima fase di cantiere il Groppino intervenne pesantemente sul progetto: scomparse il salone centrale biabsidato a favore di un semplice vano cubico. Il cambiamento di programma portò alla chiusura di una finestra termale posteriore ancora visibile nel prospetto nord della villa. Anche il pronao in facciata venne alterato, realizzando colonne prive di entasi e non rispettando i canoni tradizionali imposti da Vitruvio. Inoltre la distribuzione interna a due sale frontali obbligò a porre la finestra in prossimità degli angoli della fabbrica: una disposizione sconsigliata anche nei Quattro libri dell'architettura perché indebolisce eccessivamente l'angolo dell'edificio che, infatti, mostra visibili segni di cedimento.
La villa rimase alla famiglia Porto per più di duecento anni. Nel XVIII secolo, l'ultimo discente, Giovan Battista Orazio Porto trasformò radicalmente il complesso in una risaia stabile, tanto da costituire un proprio mulino per la lavorazione del riso (Pila) sul rio Tribolo, con annesso granaio. Questo edificio rustico, realizzato solo in parte, viene attribuito all'architetto neo-palladiano Ottavio Bertotti Scamozzi.
Alla morte del nobile Orazio Porto, nel 1816,  il complesso venne ereditato dalla famiglia Angaran, per poi passare alle famiglie Pigafetta, Vaccari e infine Rigo, che attualmente ne detiene la proprietà. 

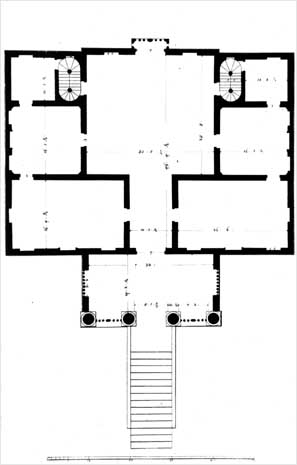
Pianta (Ottavio Bertotti Scamozzi, 1781)
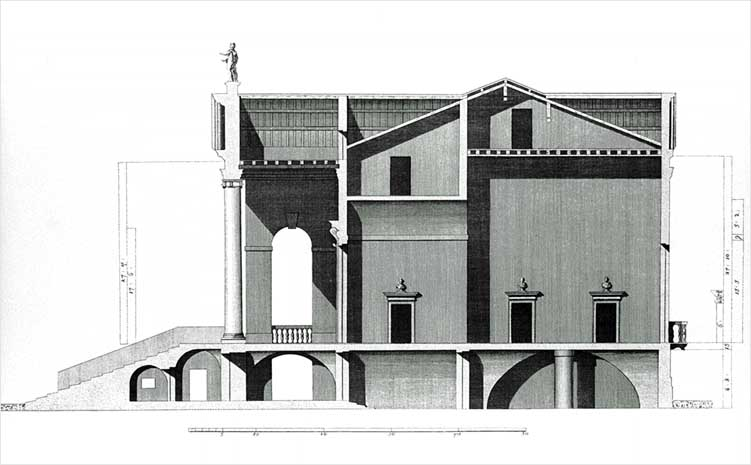
Sezione (Ottavio Bertotti Scamozzi, 1781)